# Furra
Furra eller Fura var enligt muntlig traditionell historieskrivning en regerande drottning (Nigist) över Sidama i södra Etiopien. Enligt oral tradition regerande hon i sju år under 1300- eller 1400-talet.
Hon ska ha uppstigit på tronen sedan hennes make och son hade dödats av folket som fruktat dem. Under sin regeringstid ska hon ha upprättat ett matriarkat och förtryckt män, och kallades på grund av detta "kvinnornas drottning". Hon mördades genom en komplott av männen.  